# São Tomé és Príncipe-i labdarúgó-szövetség
A São Tomé és Príncipe-i labdarúgó-szövetség (portugálul: Federação Santomense de Futebol, rövidítve: FSF) São Tomé és Príncipe nemzeti labdarúgó-szövetsége. A szervezetet 1975-ben alapították, 1986-ban csatlakozott a Nemzetközi Labdarúgó-szövetséghez, 1976-ban pedig az Afrikai Labdarúgó-szövetséghez. A szövetség szervezi a São Tomé és Príncipe-i labdarúgó-bajnokságot. Működteti a férfi valamint a női labdarúgó-válogatottat.